# Kostel Narození Panny Marie (Starý Plzenec)
Kostel Narození Panny Marie je římskokatolický chrám ve městě Starý Plzenec v okrese Plzeň-město. Kostel včetně renesanční výklenkové kapličky z roku 1560 a ohradní zdí je chráněn jako kulturní památka České republiky. Původně gotický kostel pochází z poloviny 14. století, později byl renesančně a barokně upravován.
Jde o farní kostel farnosti Starý Plzenec. Kolem kostela býval do poloviny 19. století hřbitov, vedle kostela je renesanční budova fary.

## Historie
Dle legendy je založení kostela připisováno pražskému biskupovi sv. Vojtěchovi. Roku 992 byl kostel dle legendy založen a v témže roce bylo ke kostelu přivedeno 12 mnichů benediktinského řádu, kteří po krátké době přešli do břevnovského kláštera.
V západní zdi nynějšího kostela se zachovaly zbytky stavebních prvků prvního kostela Panny Marie, podle kterých se odhaduje, že se jednalo o menší jednolodní obdélníkovou románskou stavbu, která byla pravděpodobně zničena roku 1280 žoldnéři Oty Braniborského. V roce 1351 byla dokončena stavba gotického kostela, který nastavil původní románskou stavbu. Kostel měl již nynější tvar a na svou dobu šlo o velmi honosnou a nákladnou stavbu. O něco později, nicméně stále ještě ve 14. století, byla připojena sakristie a mohutná gotická věž, která byla o něco nižší než ta dnešní.
Presbytář byl před rokem 1351 vyzdoben gotickými freskami, 28 výjevy christologického cyklu z Nového zákona, které se zachovaly, zčásti přemalované ve třetí čtvrtině 15. století. Restauroval je Gustav T. Miksch. Během husitských válek byl kostel vypálen a vypleněn. Fresky na jižní straně a na klenbě pocházejí z konce 15. století. Zničená střecha byla opravena a opatřena novým gotickým krovem, který byl, jako unikátní technická památka, zachován dodnes. Jinak se z gotického vybavení kostela nedochovalo nic.
Po roce 1547 se kostel stal farním. Prvním farářem zde byl Jiřík, syn rytíře Jiřího Kokořovce z Kokořova. Největší stavební úpravou byla přestavba lodi kostela. Gotická věž byla po odstranění dřevěné věže zvýšena renesanční cihlovou nástavbou. V roce 1695 došlo k dalším výraznějším stavebním úpravám. Hrabě Jan Jindřich Kokořovec, vnuk Karla Kokořovce, dal svůj farní kostel rozšířit o další dvě postranní prostory. Hlavní oltář s portálovou architekturou a sochami sv. Václava, Vojtěcha, Ludmily, Markéty a archanděla Michaela má uprostřed obraz Narození Panny Marie, údajně z roku 1668. Ve stejné době sem byl osazen také barokní oltář s obrazem archanděla Michaela a na kruchtu skříň varhan se sochou sv. Pavla. Dále byly pořízeny dva boční oltáře, které se koncem 19. století rozpadly a byly nahrazeny novými novogotickými. V době barokních úprav v letech 1692–1712 byl v kostele farářem místní rodák Jakub Jan Lenk. Ten v roce 1699 věnoval spolu s kostelníkem Janem Aškanem kostelu bronzový zvon, který ulil zvonař Štefan Prickveit. K jeho zavěšení byla zhotovena nová stolice. Zvon i stolice se zachovaly dodnes a jsou používány.
Přibližně v 50. letech 18. století byla přistavěna k severní straně kostela barokní kaple Božího hrobu. V roce 1858 zdědil celé panství syn Kristiána Vincence, hrabě Arnošt František Waldštejn, a stal se dalším patronem kostela. V roce 1870 byl farní hřbitov přeměněn na park a byly v něm zachovány náhrobky významných osobností, např. Jana Belaniho, ředitele Waldštejnových železáren. V 80. letech 19. století se rozpadly oba barokní oltáře kostela a proto byly roku 1885 z darů věřících pořízeny nové v novogotickém stylu. Ve stejné době byly do kostela umístěny i novogotické zpovědnice. Během první světové války byly z kostela zabaveny dva zvony, z nichž se jeden vrátil. V této době byly do kostela zhotoveny nové lavice, které zhotovila místní truhlářská firma Kratochvíl. V 70. letech 20. století byla opravena helmice věže a pokryta měděným plechem. Hodiny byly nahrazeny hliníkovou kopií.